# Jordan Eberle
Jordan Eberle (ur. 15 maja 1990 w Regina, Saskatchewan) – kanadyjski hokeista. Reprezentant Kanady.
Jego bracia Dustin (ur. 1992) i Derek (ur. 1972) także zostali hokeistami.

## Kariera klubowa
- Notre Dame Hounds Bantam AAA (2004-2005)
- Calgary Buffaloes Midget AAA (2005-2006)
- Regina Pats (2007-2010)
- Springfield Falcons (2009-2010)
- Edmonton Oilers (2010-2017)
  -  Oklahoma City Barons (2012-2013)
- New York Islanders (2017-2021)
- Seattle Kraken (2021-)

Jest wychowankiem klubu Regina Kings. Przez trzy sezony występował w barwach Regina Pats w juniorskich rozgrywkach WHL. Ponadto grał również w lidze AHL. W drafcie NHL z 2008 został wybrany przez Edmonton Oilers. W marcu 2009 podpisał trzyletni kontrakt z tym klubem, jednak w sezonie 2009/2010 nadał grał w lidze WHL oraz AHL. Od 2010 występuje w Edmonton w lidze NHL. W sierpniu 2012 przedłużył kontrakt z klubem o sześć lat. Po ogłoszeniu lokautu w sezonie NHL (2012/2013) od listopada 2012 występował w drużynie farmerskiej Oklahoma City Barons w AHL. Od czerwca 2017 zawodnik New York Islanders w toku wymiany za Ryana Strome'a. W lipcu 2021, w ramach expansion draft, został zawodnikiem nowego klubu NHL, Seattle Kraken.

## Kariera reprezentacyjna
Jest reprezentantem Kanady. Występował w kadrach juniorskich kraju na mistrzostwach świata do lat 18 (2008) i do lat 20 (2009, 2010). Podczas mistrzostw 2010 w rodzinnej Reginie został wybrany najlepszym zawodnikiem turnieju. W kadrze seniorskiej uczestniczył w turniejach mistrzostw świata 2010, 2011, 2012, 2013, 2015, 2018.

## Sukcesy

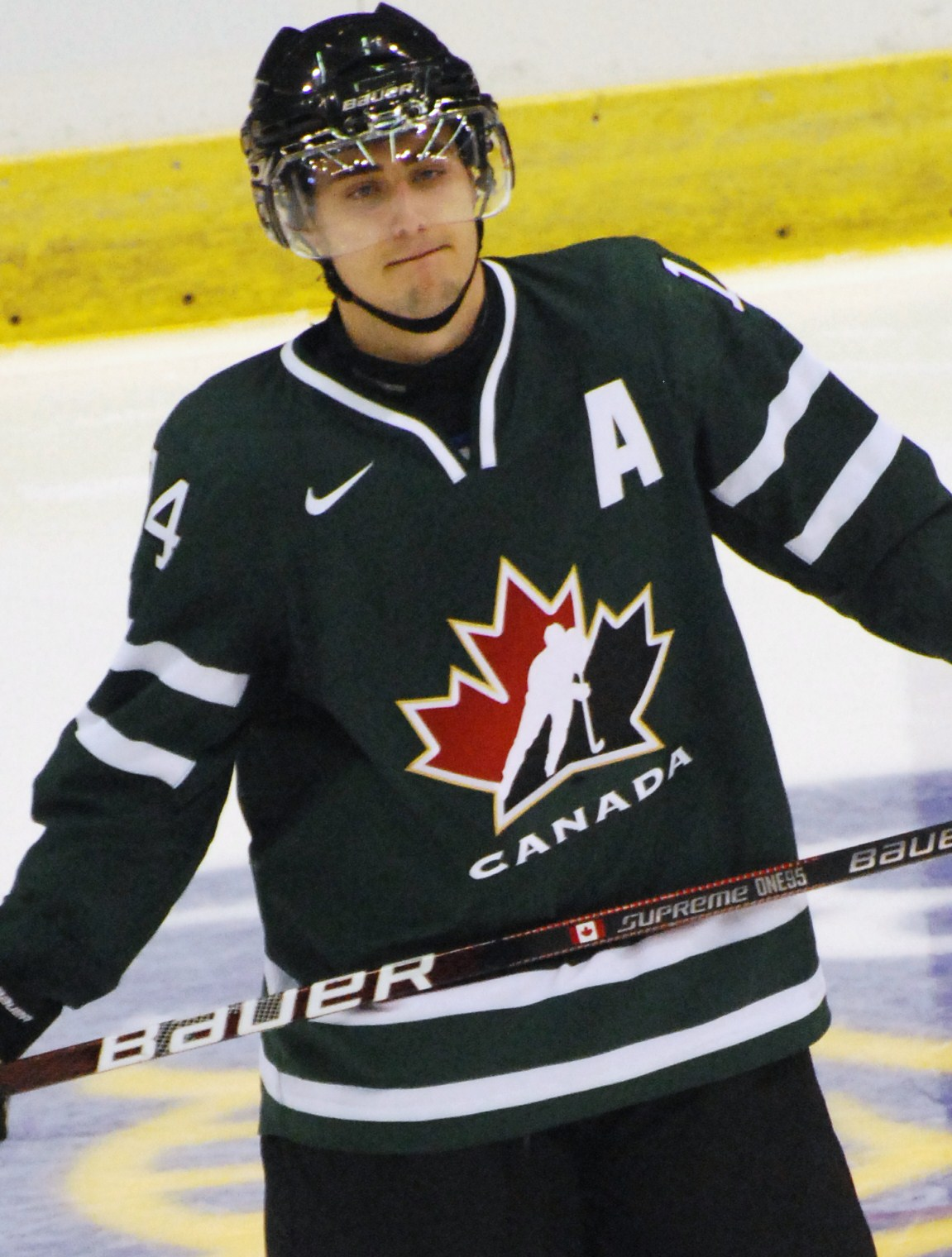
Jordan Eberle w barwach Kanady do lat 20 (2009)

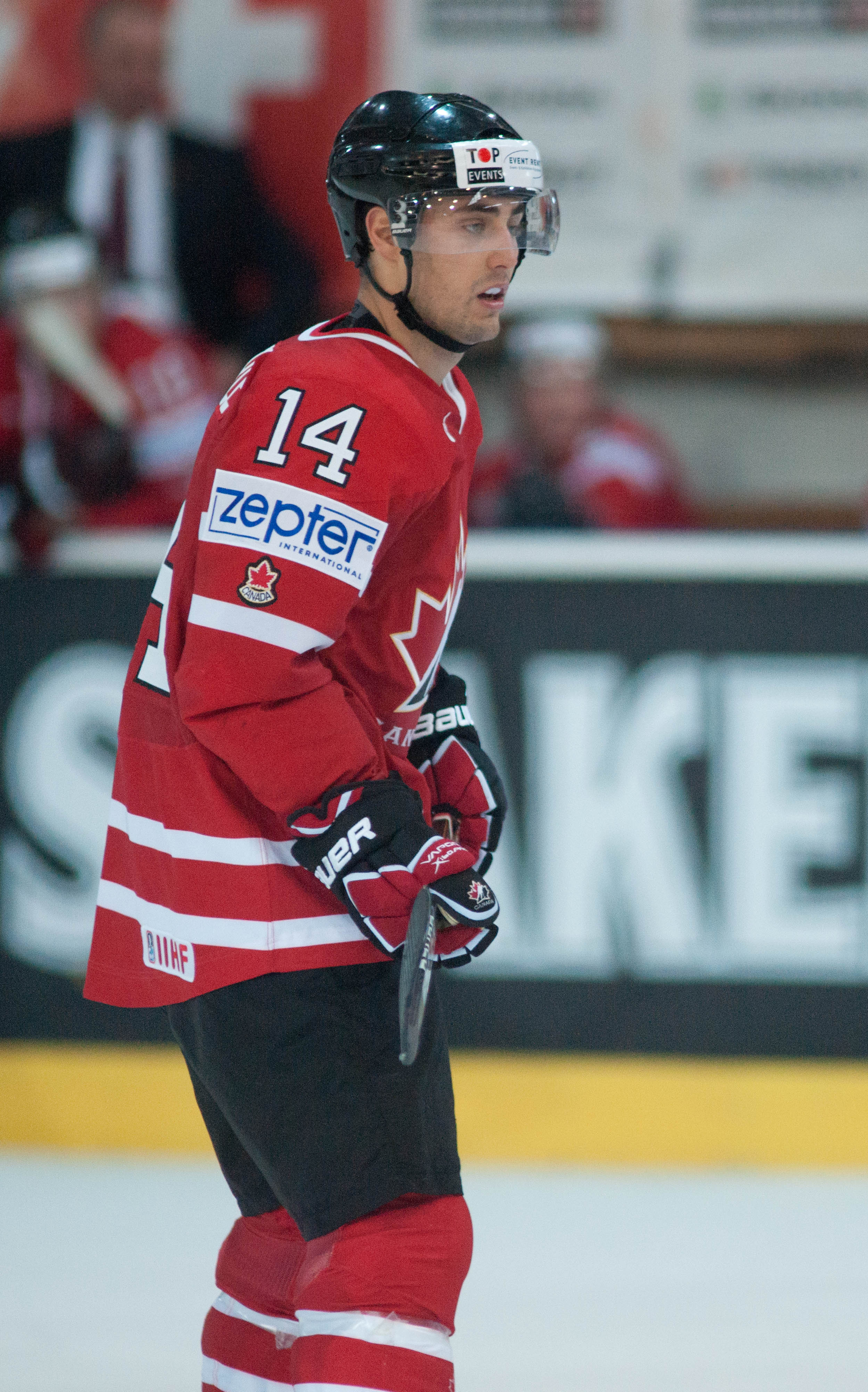
Jordan Eberle w barwach Kanady (2012)

Reprezentacyjne
- Złoty medal mistrzostw świata juniorów do lat 18: 2008
- Złoty medal mistrzostw świata juniorów do lat 20: 2009
- Srebrny medal mistrzostw świata juniorów do lat 20: 2010
- Złoty medal mistrzostw świata: 2015

Indywidualne
- Skład gwiazd ODMHA Midget AAA: 2007
- WHL / CHL 2007/2008:
  - CHL Top Prospects Game
  - Pierwszy skład gwiazd WHL (Wschód)
  - Daryl K. Seaman Trophy - najlepszy akademicki zawodnik
- Mistrzostwa świata do lat 18 w 2008:
  - Jeden z trzech najlepszych zawodników reprezentacji
- Mistrzostwa Świata Juniorów w Hokeju na Lodzie 2009/Elita:
  - Jeden z trzech najlepszych zawodników reprezentacji
- WHL / CHL 2009/2010:
  - Pierwszy skład gwiazd WHL (Wschód)
  - Four Broncos Memorial Trophy - najlepszy zawodnik WHL
  - Pierwszy skład gwiazd CHL
  - Najlepszy zawodnik roku CHL
- Mistrzostwa Świata Juniorów w Hokeju na Lodzie 2010/Elita:
  - Pierwsze miejsce klasyfikacji strzelców turnieju: 8 goli (ex aequo z André Peterssonem)[7]
  - Drugie miejsce w klasyfikacji kanadyjskiej turnieju: 13 punktów
  - Jeden z trzech najlepszych zawodników reprezentacji
  - Skład gwiazd turnieju[8]
  - Najlepszy napastnik turnieju[9]
  - Najbardziej Wartościowy Zawodnik (MVP) turnieju
- NHL (2010/2011):
  - NHL All-Star Game (wybrany, nie wystąpił)
- NHL (2011/2012):
  - NHL All-Star Game
- Mistrzostwa Świata w Hokeju na Lodzie 2012/Elita:
  - Jeden z trzech najlepszych zawodników reprezentacji
- AHL 2012/2013:
  - Najlepszy zawodnik miesiąca - listopad, grudzień 2012
- Mistrzostwa Świata w Hokeju na Lodzie 2015/Elita:
  - Drugie miejsce w klasyfikacji kanadyjskiej turnieju: 13 punktów[10]